# Bandicota bengalensis
Bandicota bengalensis är en däggdjursart som först beskrevs av Gray och Thomas Hardwicke 1833.  Bandicota bengalensis ingår i släktet bandicootråttor, och familjen råttdjur. IUCN kategoriserar arten globalt som livskraftig. Inga underarter finns listade.

## Utseende
Beroende på utbredning når arten en kroppslängd (huvud och bål) 75 till 254 mm, en svanslängd av 44 till 188 mm och en vikt upp till 400 g. Den har 19 till 43 mm långa bakfötter och 21 till 24 mm långa öron. Bandicota bengalensis kännetecknas av en robust kropp och en avrundad nos. Jämförd med Bandicota savilei har den en mera uppåt riktad nos och blekare framtänder som är framåt riktade. Pälsen grundfärg på ovansidan är gråbrun med många svarta hår inblandade. Undersidan är täckt av ljusgrå päls med ljusbruna eller vita hårspetsar. Artens svans är enfärgad mörk. Honor kan ha 7 till 17 par spenar.

## Utbredning och habitat
Denna gnagare förekommer i södra och sydöstra Asien. Utbredningsområdet sträcker sig från Pakistan och Nepal till Myanmar och västra Thailand samt söderut till Sri Lanka. Dessutom introducerades arten på Malackahalvön, Sumatra och Java. I södra Himalaya når Bandicota bengalensis 3500 meter över havet. Artens ursprungliga habitat är fuktiga skogar och träskmarker. Den uppsöker gärna jordbruksmark och är även vanlig i människans samhällen.

## Ekologi
Djuret är allätare och har bland annat grödor, risplantor, insekter, blötdjur och kräftdjur som föda. Arten har bra simförmåga och den skapar underjordiska bon. När den gräver under människans byggnader kan det medföra att huset raseras. Boets tunnlar har vanligen en längd av 5,5 meter (ihop räknad). Hos enskilda bon kan gångarna vara 45 meter långa. Oftast stängs ingångarna efter användning men de blir synliga genom jordhögar som förekommer bredvid. Allmänt lever varje individ ensam utanför parningstiden. Rummet där ungarna föds fodras med torra växtdelar. Boet används dessutom som lager och det dokumenterades förråd med en vikt av 3,7 kg.
Parningen sker vanligen så att ungarna föds under tiden med störst tillgång till föda. Honan är 21 till 25 dagar dräktig och sedan föds upp till 19 ungar. De är i början blinda och väger 3,5 till 5 g. Ungarna öppnar sina ögon efter 14 till 18 dagar och de diar sin mor 25 till 28 dagar. Könsmognaden infaller efter 90 till 170 dagar. De flesta individer lever cirka 200 dagar och några exemplar blir lite äldre än ett år.

## Bandicota bengalensisoch människor
Gnagaren är ett av de vanligaste skadedjuren i Sydostasien. Den orsakar skador på 10 till 15 % på den teoretisk möjliga skörden. Det motsvarar ungefär 260 till 385 kg per hektar jordbruksmark.